# Tongerlo (Limbourg)
Pour les articles homonymes, voir Tongerlo.
Tongerlo est une section de la ville belge de Brée située en Région flamande dans la province de Limbourg. C'était une commune à part entière avant la fusion des communes de 1971 quand elle fut fusionnée avec Opitter avant de devenir une section de Brée lors de la fusion des communes de 1977.

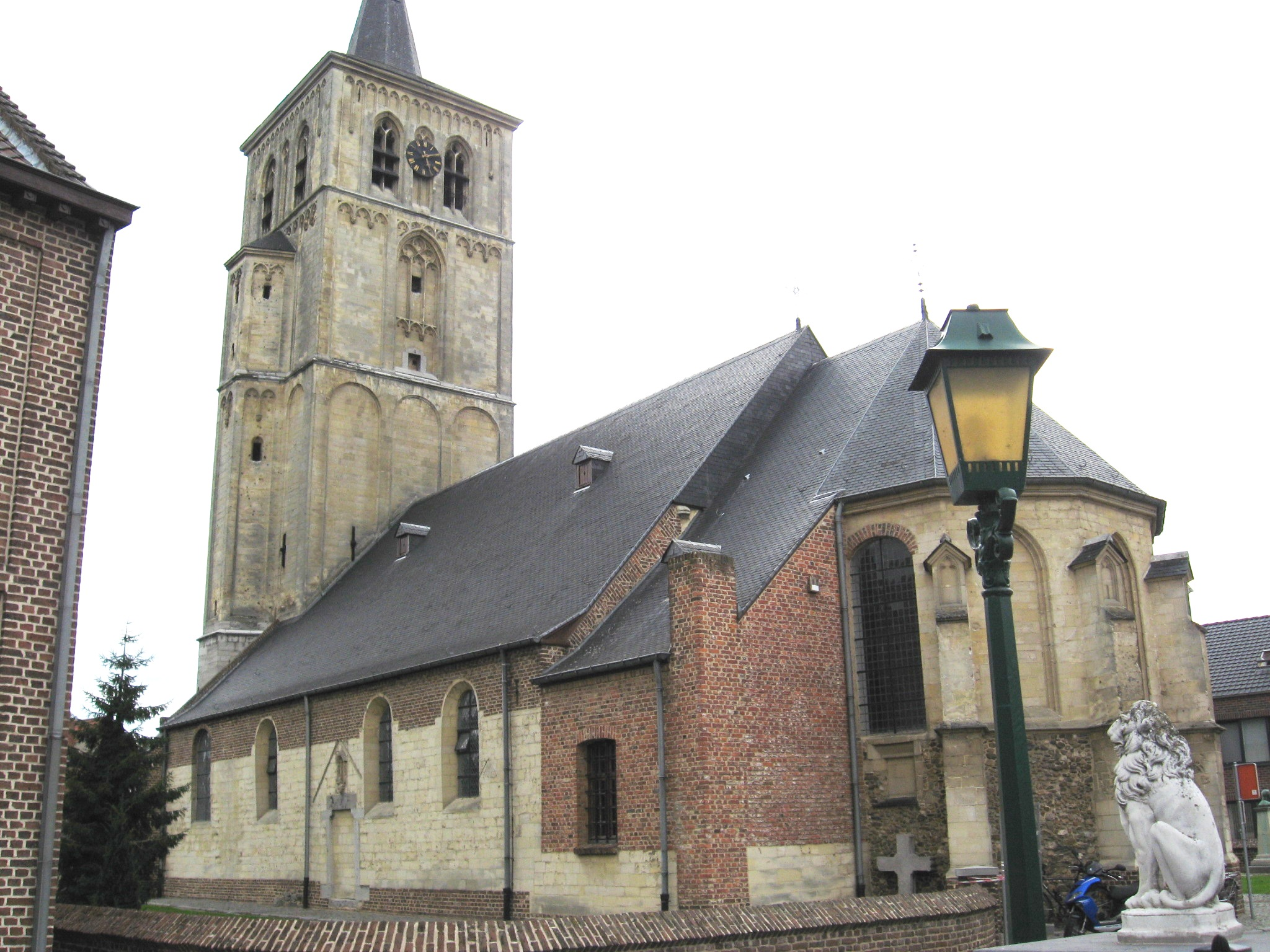
Église Saint-Pierre

## Évolution démographique
- Sources: INS et www.limburg.be